# Ophiocarpus aitchisonii
Ophiocarpus aitchisonii är en ärtväxtart som först beskrevs av John Gilbert Baker, och fick sitt nu gällande namn av Dieter Podlech. Ophiocarpus aitchisonii ingår i släktet Ophiocarpus och familjen ärtväxter. Inga underarter finns listade i Catalogue of Life.